# John Lewis (pianist)
John Aaron Lewis (La Grange (Illinois), 3 mei 1921 - New York, 29 maart 2001) was een Amerikaans jazz-pianist en componist en stond vooral bekend om zijn werk voor het Modern Jazz Quartet.

## Biografie
Lewis werd geboren in La Grange, Illinois en groeide op in Albuquerque (New Mexico). Hij leerde klassieke muziek spelen op piano door zijn moeder. Toen Lewis voor het Amerikaanse leger in de Tweede Wereldoorlog diende ontmoette hij daar de beroemde jazz-drummer Kenny Clarke. Ze verhuisden samen naar New York waar Lewis zich aansloot bij Dizzy Gillespie en zijn band. Hij nam daar ook platen op met Charlie Parker, Miles Davis, Lester Young en Illinois Jacquet. Lewis bleef gefascineerd door klassieke en barok muziek. Dit zou later van invloed zijn op de platen van The Modern Jazz Quartet: Blues On Bach en Three Windows.
In 1949 nam Lewis ook deel aan het revolutionaire album The Birth Of The Cool van Miles Davis. Hij kon echter niet op alle tracks spelen omdat hij verloofd was met Ella Fitzgerald. Op vier van de twaalf nummers viel Al Haig in voor Lewis.
Toch zou Lewis later wel op het album Re-Birth Of The Cool van Gerry Mulligan spelen. Hier speelde hij op alle tracks.
In 1951 werd The Milt Jackson Quartet gevormd door Milt Jackson, John Lewis zelf, Ray Brown en Kenny Clarke. Ray Brown werd in 1952 echter vervangen door Percy Heath. De naam Milt Jackson Quartet werd toen omgedoopt in The Modern Jazz Quartet.
John Lewis was het grote brein achter The Modern Jazz Quartet.
John Lewis schreef ook nummers voor meerdere films. Hij overleed 29 maart 2001 in New York na een lang gevecht tegen prostaatkanker.

## John Lewis en J.S. Bach
Tijdens een interview in 1998 zei Lewis over Johann Sebastian Bach: "Zonder Bach zouden we de muziek die wij nu kennen, niet hebben. Hij synthetiseerde wat er voor hem in de muziek in Europa was gebeurd. Tweehonderd jaar voor Bach was de muziek helemaal anders. Ja, je kunt ook wel blues in Bach vinden, maar vooral zijn gebruik van Europese harmonie is opmerkelijk. Het is een prachtige basis voor improvisatie in jazz. Hij loste al heel wat problemen op voor ons".

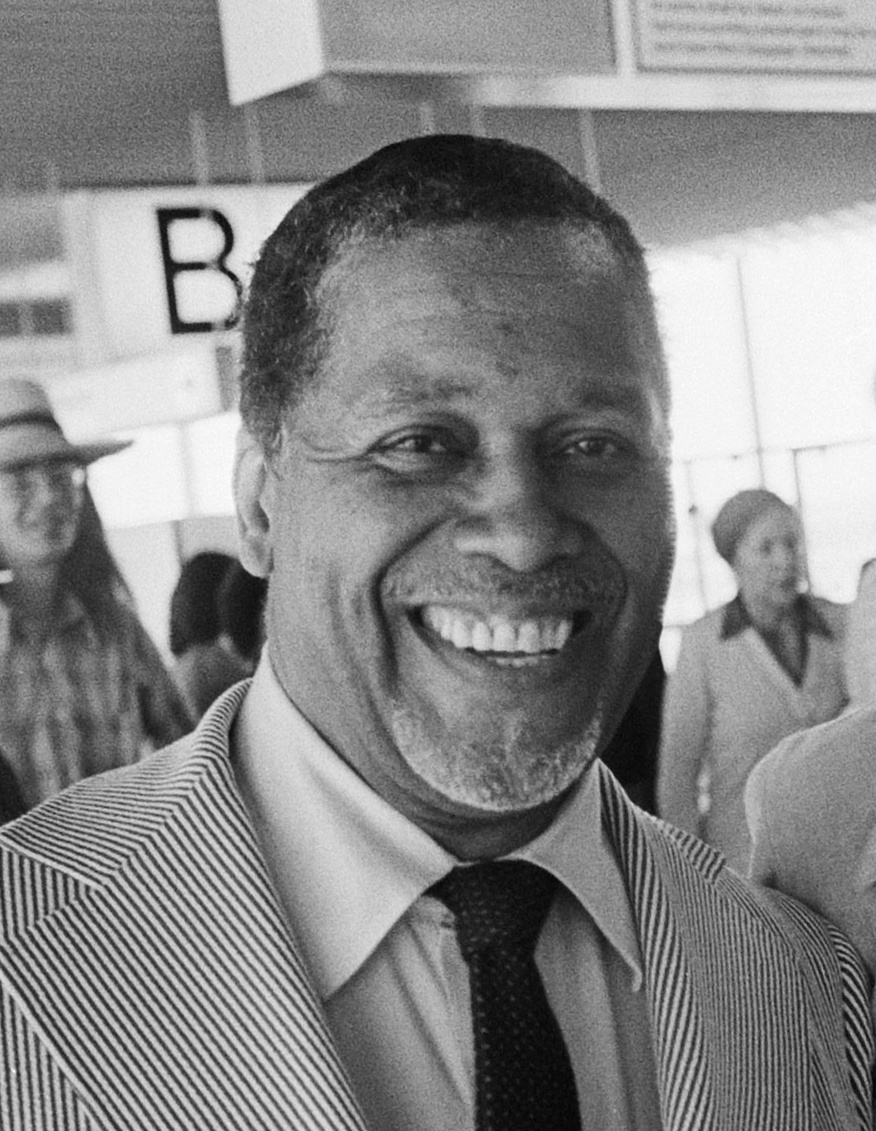
John Lewis in 1977

- Bibsys: 46750
- Biblioteca Nacional de España: XX955951
- Bibliothèque nationale de France: cb13896626m (data)
- CiNii: DA11751854
- Gemeinsame Normdatei: 11909388X
- International Standard Name Identifier: 0000 0001 0655 5937
- Library of Congress Control Number: n81100622
- Nationale Bibliotheek van Letland: 000053990
- MusicBrainz: be347fef-e406-4c1b-8698-669d71b68bc5
- Nationale Bibliotheek van Tsjechië: ola2002157391
- Nationale bibliotheek van Australië: 36011045
- Nationale Bibliotheek van Israël: 987007404296605171
- Nationale Bibliotheek van Polen: a0000003538564
- Nationale en Universitaire bibliotheek Zagreb: 000069428
- Nederlandse Thesaurus van Auteursnamen: 070574340
- Réseau des bibliothèques de Suisse occidentale: 02-A012357072
- Istituto Centrale per il Catalogo Unico: TO0V629413
- LIBRIS: 213424
- SNAC: w6vh7jts
- Système universitaire de documentation: 031141595
- Trove: 1184480
- Virtual International Authority File: 94096772
- WorldCat: E39PBJkhKv6kYpFjCxKbRfmw4q